# Новомиколаївка (Баштанський район)
Новомикола́ївка — село в Україні, у Софіївській сільській громаді Баштанського району Миколаївської області. Населення становить 617 осіб.

Розташоване за 12 км на захід від центру громади, за 25 км на захід від міста Новий Буг і за 30 км від залізничної станції Новий Буг.

## Історія села
Село засноване 1887 року переселенцями з Єлисаветградського повіту (а саме з села Возсіятське).
В роки Німецько-радянської війни на фронт пішло 95 жителів села, 65 із них загинули на війні, 49 за бойові заслуги нагороджені урядовими нагородами.
В центрі села в 1965 році споруджено пам'ятник загиблим воїнам-визволителям і обеліск в пам'ять про загиблих в боротьбі з нацистськими загарбниками односельців.

## Населення

### Мова
Розподіл населення за рідною мовою за даними перепису 2001 року:
| Мова       | Кількість | Відсоток |
| ---------- | --------- | -------- |
| українська | 599       | 97.08%   |
| російська  | 17        | 2.76%    |
| румунська  | 1         | 0.16%    |
| Усього     | 617       | 100%     |

## Господарство
У Новомиколаївці обробляється 8404 га сільськогосподарських угідь, у тому числі 7777 га орної землі, ставок 20 га. Господарство села спеціалізується на тваринництві та на вирощуванні зернових і технічних культур. Розводяться вівці (близько 10 тисяч голів). Вирощують озиму пшеницю, ячмінь, кукурудзу, соняшник, коноплі, цукрові буряки. Село виробляло близько 52 тон високоякісної шерсті.
В селі працює фельдшерсько-акушерський пункт, два магазини, відділення Укрпошти, АТС, відділення Ощадбанку України.

## Освіта та культура

Новомиколаївська ЗОШ 1-3 ступенів

В селі працює одинадцятирічна середня школа (197 учнів і 20 вчителів).
- Директор — Стебліна Валентина Іванівна,
- Завуч — Тарахненко Жанна Володимирівна.

Будинок культури із залом для глядачів на 400 місць, дитячий садок на 45 місць, бібліотека з книжним фондом 8,5 тисяч книг.

## Уродженці
- Рибак Олександр Гаврилович — Герой Соціалістичної Праці.